# Иерархические и рекурсивные запросы в SQL
Иерархический запрос - это тип запроса SQL, который обрабатывает данные иерархической модели. Они являются частными случаями более общих рекурсивных запросов  с фиксированной точкой, которые вычисляют транзитивные замыкания.
В стандартном SQL: 1999 иерархические запросы реализуются с помощью рекурсивных общих табличных выражений (CTE). В отличие от более раннего предложения Oracle о подключении, рекурсивные CTE были спроектированы с семантикой фиксированной точки с самого начала. Рекурсивные CTE из стандарта были относительно близки к существующей реализации в IBM DB2 версии 2. Рекурсивные CTE также поддерживаются Microsoft SQL Server (начиная с SQL Server 2008 R2), Firebird 2.1, PostgreSQL 8.4+, SQLite 3.8.3+, IBM Informix версии 11.50+, CUBRID и MySQL 8.0.1+. Tableau и TIBCO Spotfire не поддерживают CTE, в то время как в реализации Oracle 11g Release 2 отсутствует семантика точек фиксации.
Без общих табличных выражений или предложений присоединения можно выполнять иерархические запросы с помощью пользовательских рекурсивных функций.

## Общее табличное выражение
Общее табличное выражение, или CTE, (в SQL) - это временный именованный набор результатов, полученный из простого запроса и определенный в пределах области выполнения оператора SELECT, INSERT, UPDATEили DELETE.
CTE можно рассматривать как альтернативу производным таблицам (подзапросам), представлениям и встроенным пользовательским функциям.
Общие табличные выражения поддерживаются Teradata, DB2, Firebird, Microsoft SQL Server, Oracle (с рекурсией начиная с версии 11g 11g), PostgreSQL (начиная с 8.4), MariaDB (начиная с 10.2), MySQL (начиная с 8.0), SQLite (начиная с 3.8.3), HyperSQL и H2 (экспериментальные). Oracle называет CTE «факторингом подзапроса».
Синтаксис для рекурсивного CTE следующий:
```
WITH
 [
RECURSIVE
] with_query [, ...]

SELECT
...
```

где синтаксис with_query:
```
query_name [ (
column_name
 [,...]) ] 
AS
 (
SELECT
 ...)
```

Рекурсивные CTE (или «рекурсивный факторинг подзапросов» в жаргоне Oracle) могут использоваться для обхода отношений (в виде графиков или деревьев), хотя синтаксис гораздо более сложен, поскольку не создаются автоматические псевдостолбцы (как LEVEL ниже); если они желательны, они должны быть созданы в коде. См. Документацию MSDN или документацию IBM для учебных примеров.
Ключевое словоRECURSIVE обычно не требуется после WITH в системах, отличных от PostgreSQL.
В SQL: 1999 рекурсивный (CTE) запрос может появляться везде, где разрешен запрос. Например, можно назвать результат, используя CREATE [RECURSIVE] VIEW. Используя CTE внутри INSERT INTO, можно заполнить таблицу данными, сгенерированными из рекурсивного запроса; случайная генерация данных возможна с использованием этой техники без использования процедурных утверждений.
Некоторые базы данных, такие как PostgreSQL, поддерживают более короткий формат CREATE RECURSIVE VIEW, который внутренне преобразуется в кодирование WITH RECURSIVE. 
Примером рекурсивного запроса, вычисляющего факториал чисел от 0 до 9, является следующий:
```
WITH
 
RECURSIVE
 temp (n, fact) 
AS
 
(
SELECT
 0, 1 
-- Initial Subquery

  
UNION
 
ALL
 
 
SELECT
 n+1, (n+1)*fact 
FROM
 temp 
-- Recursive Subquery
 
        
WHERE
 n < 9)

SELECT
 * 
FROM
 temp;
```

## CONNECT BY
Альтернативный синтаксис - нестандартная конструкция CONNECT BY; он был введен Oracle в 1980-х годах.  До Oracle 10g эта конструкция была полезна только для обхода ациклических графов, поскольку возвращала ошибку при обнаружении любых циклов; в версии 10g Oracle представила функцию NOCYCLE (и ключевое слово), благодаря чему обход работает и при наличии циклов.
CONNECT BY поддерживается EnterpriseDB, базой данных Oracle, CUBRID, IBM Informix и DB2, хотя только если он включен как режим совместимости. Синтаксис выглядит следующим образом:
```
 
SELECT
 select_list
 
FROM
 table_expression
 [ 
WHERE
 ... ]
 [ 
START
 
WITH
 start_expression ]
 
CONNECT
 
BY
 [NOCYCLE] { 
PRIOR
 child_expr = parent_expr | parent_expr = 
PRIOR
 child_expr }
 [ 
ORDER
 SIBLINGS 
BY
 column1 [ 
ASC
 | 
DESC
 ] [, column2 [ 
ASC
 | 
DESC
 ] ] ...
 [ 
GROUP
 
BY
 ... ]
 [ 
HAVING
 ... ]
 ...
```

Например,
```
 
SELECT
 
LEVEL
, LPAD (' ', 2 * (
LEVEL
 - 1)) || ename "employee", empno, mgr "manager"
 
FROM
 emp 
START
 
WITH
 mgr 
IS
 
NULL

 
CONNECT
 
BY
 
PRIOR
 empno = mgr;
```

Вывод вышеприведенного запроса будет выглядеть следующим образом:
```
 level |  employee   | empno | manager
-------+-------------+-------+---------
     1 | KING        |  7839 |
     2 |   JONES     |  7566 |    7839
     3 |     SCOTT   |  7788 |    7566
     4 |       ADAMS |  7876 |    7788
     3 |     FORD    |  7902 |    7566
     4 |       SMITH |  7369 |    7902
     2 |   BLAKE     |  7698 |    7839
     3 |     ALLEN   |  7499 |    7698
     3 |     WARD    |  7521 |    7698
     3 |     MARTIN  |  7654 |    7698
     3 |     TURNER  |  7844 |    7698
     3 |     JAMES   |  7900 |    7698
     2 |   CLARK     |  7782 |    7839
     3 |     MILLER  |  7934 |    7782
(14 rows)
```

### Псевдо-столбцы
- LEVEL
- CONNECT_BY_ISLEAF
- CONNECT_BY_ISCYCLE
- CONNECT_BY_ROOT

### Унарные операторы
В следующем примере возвращается фамилия каждого сотрудника в отделе 10, каждого менеджера выше этого сотрудника в иерархии, количества уровней между менеджером и сотрудником и пути между ними:
```
   
SELECT
 ename "Employee", CONNECT_BY_ROOT ename "Manager",
   
LEVEL
-1 "Pathlen", SYS_CONNECT_BY_PATH(ename, '/') "Path"
   
FROM
 emp
   
WHERE
 
LEVEL
 > 1 
and
 deptno = 10
   
CONNECT
 
BY
 
PRIOR
 empno = mgr
   
ORDER
 
BY
 "Employee", "Manager", "Pathlen", "Path";
```

### Функции
- SYS_CONNECT_BY_PATH

## Использованная литература
1. 1 2  Jim Melton, Alan R. Simon. SQL: 1999: Understanding Relational Language Components. — Elsevier, 2001-05-30. — 930 с. — ISBN 9780080517605.
2. 1 2  Archiveddocs. Recursive Queries Using Common Table Expressions (англ.). docs.microsoft.com. Дата обращения: 5 мая 2019. Архивировано 5 мая 2019 года.
3. ↑  Firebird 2.1 Release Notes. firebirdsql.org. Дата обращения: 5 мая 2019. Архивировано 18 мая 2019 года.
4. ↑  PostgreSQL: Documentation: 11: 7.8. WITH Queries (Common Table Expressions). www.postgresql.org. Дата обращения: 5 мая 2019. Архивировано 5 мая 2019 года.
5. ↑  SQLite Query Language: WITH clause. www.sqlite.org. Дата обращения: 5 мая 2019. Архивировано 2 мая 2019 года.
6. ↑  Guilhem Bichot. MySQL 8.0 Labs: [Recursive] Common Table Expressions in MySQL (CTEs) (англ.). MySQL Server Blog (20 сентября 2016). Дата обращения: 5 мая 2019. Архивировано 16 августа 2019 года.
7. ↑  Using PostgreSQL User-Defined Functions to solve the Tree Problem. www.paragoncorporation.com. Дата обращения: 5 мая 2019. Архивировано 5 мая 2019 года.
8. ↑  Comparison of relational database management systems (англ.) // Wikipedia. — 2019-04-24.
9. ↑  Advanced. www.h2database.com. Дата обращения: 5 мая 2019. Архивировано 9 июля 2006 года.
10. ↑  Karen Morton, Robyn Sands, Jared Still, Riyaj Shamsudeen, Kerry Osborne. Pro Oracle SQL. — Apress, 2010-12-15. — 601 с. — ISBN 9781430232285.
11. ↑  Karen Morton, Robyn Sands, Jared Still, Riyaj Shamsudeen, Kerry Osborne. Pro Oracle SQL. — Apress, 2010-12-15. — 601 с. — ISBN 9781430232285.
12. ↑  IBM Knowledge Center (англ.). www.ibm.com. Дата обращения: 5 мая 2019. Архивировано 5 мая 2019 года.
13. ↑  Regina O. Obe, Leo S. Hsu. PostgreSQL: Up and Running. — "O'Reilly Media, Inc.", 2012. — 167 с. — ISBN 9781449326333.
14. ↑  Don Chamberlin. A Complete Guide to DB2 Universal Database. — Morgan Kaufmann, 1998-06-15. — 820 с. — ISBN 9781558604827.
15. ↑  PostgreSQL: Documentation: 10: CREATE VIEW. www.postgresql.org. Дата обращения: 5 мая 2019. Архивировано 5 мая 2019 года.
16. ↑  Sanjay Mishra, Alan Beaulieu. Mastering Oracle SQL: Putting Oracle SQL to Work. — "O'Reilly Media, Inc.", 2004-06-22. — 496 с. — ISBN 9780596552473.
17. ↑  Database SQL Reference (англ.). docs.oracle.com. Дата обращения: 5 мая 2019. Архивировано 5 мая 2019 года.
18. ↑  Learn CUBRID: Manuals, Get Started Tutorial and FAQ (англ.). www.cubrid.org. Дата обращения: 5 мая 2019. Архивировано 5 мая 2019 года.